# 오타 가즈요시
오타 가즈요시(일본어: 太田一吉, 생년 미상 ~ 1617년)는 아즈치·모모야마 시대의 무사, 다이묘로 도요토미씨의 가신이다. 오타 씨의 본성은 스가와라씨로서 미노국 오타 촌 출신이다.
원래 시바 씨의 가신이지만 아버지 오타 무네키요 대부터 오다씨를 섬겼다.
이시다 미쓰나리와 친했으며, 미쓰나리, 후쿠하라 나가타카, 구마가이 나오모리 등과 함께 문치파를 이루어 가토 기요마사, 후쿠시마 마사노리 등 무단파와 대립하였다.

## 생애
가즈요시는 오다 노부나가, 도요토미 히데요시를 섬겼다. 1592년 임진왜란 당시 감시역을 맡아 제1차 진주성 전투, 남원성 전투, 울산성 전투 등에 참전했다.
1600년 세키가하라 전투 때 조카 마사나리는 동군에, 아들 가즈나리는 서군에 참여시키고 자신은 병을 핑계로 거성에 틀어박혔다. 전투의 결과 이시다 일파가 숙청된 뒤 가즈요시는 교토에 은거하다가 1617년 사망했다.